# Jacobs Engineering Group
Jacobs Engineering Group Inc. es una empresa Estadounidense con presencia internacional proveedora de servicios técnicos. La empresa provee servicios técnicos, profesionales y de construcción, como también consultoría científica y de especialidades a un amplio espectro de clientes a nivel mundial incluidas, empresas, organizaciones, y agencias gubernamentales. En el año 2018 sus ingresos anuales globales fueron de 15 000 millones de dólares. En el ranking elaborado por Engineering News-Record (ENR) de las 500 más importantes empresas de ingeniería Jacobs se encuentra en la primera posición como también en el ranking elaborado por Trenchless Technology en el 2018 Top 50 Empresas de Ingeniería Trenchless.

## Historia y características
Jacobs Engineering fue creada en 1947 por Joseph J. Jacobs. El Gerente Ejecutivo (CEO) hoy en día es Steven J. Demetriou. Demetriou ha sido Presidente del Directorio desde julio de 2016 y ha sido su CEO y Presidente desde 2015. El anterior CEO y Presidente fue Craig L. Martin desde el 2006 hasta el 2014.
La empresa cotiza en la Bolsa de Valores siendo una empresa que integra el Fortune 500. A septiembre de 2018, Jacobs tenía más de 80.800 empleados distribuidos en todo el mundo y más de 400 oficinas en América del Norte, América del Sur, Europa, Oriente Medio, Australia, África y Asia.
En octubre del 2016, la empresa mudó su sede corporativa de Pasadena, California a Dallas, Texas.
En el 2017, el Pentágono le asignó un contrato por 4 600  millones de dólares para Integrated Research & Development for Enterprise Solutions (IRES) a Jacobs Technology Inc, una unidad de negocios de Jacobs Engineering Group Inc. para proveer productos y servicios a la Agencia de Defensa con Misiles y su Centro Integrado de Defensa y Operaciones de Misiles.
En octubre del 2018, Jacobs acordó vender su segmento de Energía, Químicos y Recursos a WorleyParsons. Luego de concretar la transacción, Jacobs indicó se enfocaría en dos líneas con alta tasa de crecimiento y márgenes elevados – Aeroespacio, Tecnología, Medio Ambiente y Nuclear (ATMN) y Edificios, Infraestructura y Edificios Avanzados (EIEA).

## Compras
En el 2008, Jacobs invirtió 264 millones de dólares para comprar Carter y Burgess, Lindsey Engineering y una participación del 60% en Zamel y Turbag Consulting Engineers. En el 2010, Jacobs compró TechTeam, Tybrin y Jordan, Jones and Goulding por $259.5 millones en total.
En agosto del 2017, Jacobs compró CH2M Hill – una empresa de ingeniería con presencia global en sectores clave de servicios para infraestructura y gobierno, incluidos agua, transporte, medio ambiente y nuclear en un acuerdo de fondos al contado y acciones por 3 270 millones de dólares.